# Leon Vitali

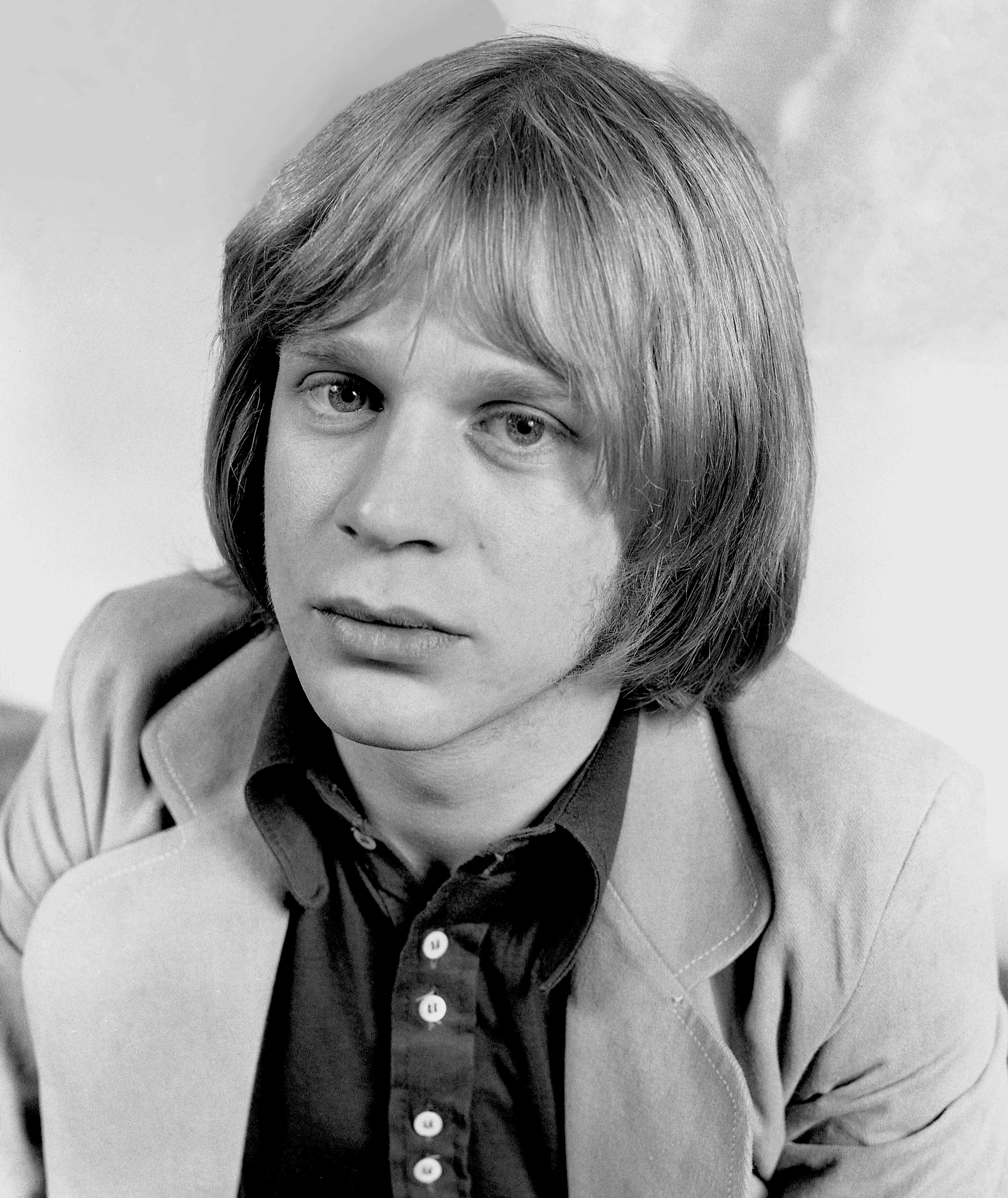
Leon Vitali (1974)

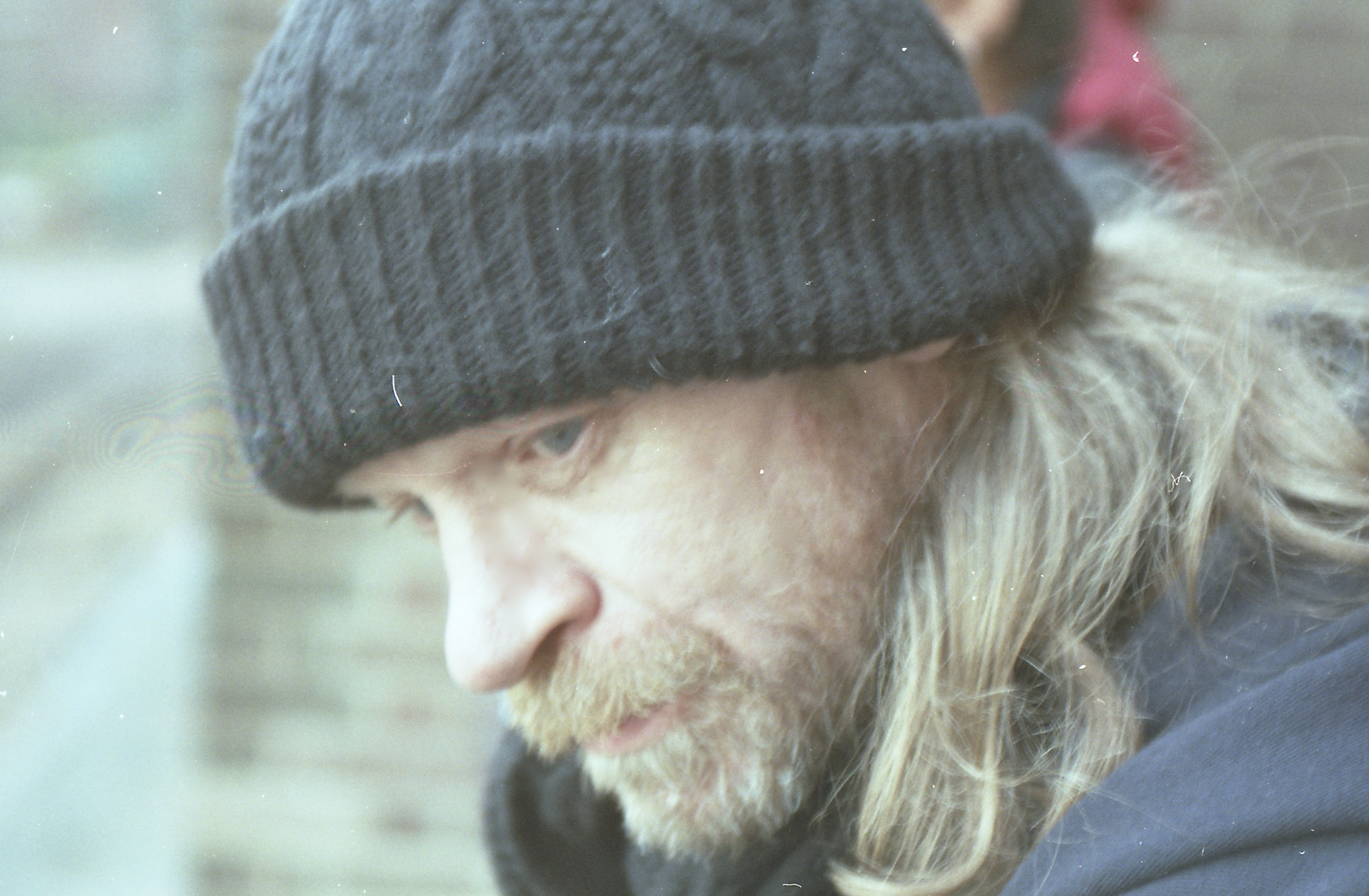
Leon Vitali (2013)

Leon Vitali (* 26. Juli 1948 in Leamington Spa, England, Vereinigtes Königreich als Alfred Leon; † 19. August 2022 in Los Angeles, Kalifornien, USA) war ein britischer Schauspieler, der von 1977 bis zu dessen Tod 1999 der persönliche Assistent von Stanley Kubrick war.

## Leben und Karriere
Leon Vitali studierte Schauspiel an der London Academy of Music and Dramatic Art. Seit Anfang der 1970er-Jahre war Vitali im britischen Fernsehen in Nebenrollen zu sehen. Einem breiteren Publikum wurde er vor allem durch die Darstellung von Lord Bullingdon, dem misshandelten und später Rache nehmenden Stiefsohn der Titelfigur, in Stanley Kubricks Spielfilm Barry Lyndon (1975) bekannt. In dem Horrorfilm Victor Frankenstein spielte er 1977 die Titelrolle.
Nach den Dreharbeiten von Barry Lyndon fragte Vitali den von ihm bewunderten Kubrick um Erlaubnis, unentgeltlich beim Schneiden des Filmes zuschauen zu können, was der Beginn einer langjährigen Freundschaft war. Ab 1977 gab Vitali seine Schauspielkarriere weitestgehend auf, um als persönlicher Assistent von Stanley Kubrick zu arbeiten. Mit der Zeit galt er als dessen „rechte Hand“, er war erster Regieassistent bei seinen letzten beiden Filmen und übernahm auch Aufgaben als Casting Director. Kubrick ließ ihn beispielsweise den Kinderschauspieler Danny Lloyd bei Shining coachen und bei Eyes Wide Shut verantwortete er ihm größere Teile der Choreografie bei dem in Rot gekleideten Kult. In Eyes Wide Shut übernahm Vitali auch die kleine, aber pikante Rolle des „Red Cloath“, des ganz in Rot gekleideten Anführers der Orgie.
Die von Tony Zierra gedrehte Dokumentation Filmworker (2017) behandelt das Leben von Leon Vitali sowie seine Zusammenarbeit mit Stanley Kubrick. Der Dokumentarfilm wurde unter anderem bei den Filmfestspielen von Cannes 2017 gezeigt. Nach Kubricks Tod war er unter anderem als Berater bei den Restaurierungen der Kubrick-Filme tätig, zuletzt bei den Überführung von diesen in das 4K-Format. Zudem wirkte er in den 2000er-Jahren als Berater und Produzent an zwei Filmen des Regisseurs Todd Field mit.
Leon Vitali war dreimal verheiratet und hatte drei Kinder, die Tochter Vera Vitali und der Sohn Max Vitali sind ebenfalls Schauspieler geworden.

## Filmografie (Auswahl)
Als Schauspieler
- 1970: Task Force Police (Softly Softly: Task Force, Fernsehserie, Folge 2x03)
- 1971–1972: The Fenn Street Gang (Fernsehserie, 16 Folgen)
- 1973: Conflict
- 1973: Van der Valk (Fernsehserie, Folge 2x04)
- 1975: Barry Lyndon
- 1977: Victor Frankenstein
- 1981: Inter Rail
- 1999: Eyes Wide Shut
- 2006: Little Children
- 2013: Romeo und Julia (Romeo and Juliet)
- 2018: Haunted, Horrifying Sounds from Beyond the Grave (Kurzfilm)

Hinter der Kamera
- 1977: Mackan (als Kostümdesigner)
- 1980: The Shining (als persönlicher Assistent von Stanley Kubrick)
- 1987: Full Metal Jacket (als Assistenzregisseur und Casting Director)
- 1995: Den tragiska historien om Hamlet – Prins av Danmark (Fernsehfilm, als Assistenzregisseur und Drehbuchautor)
- 1999: Eyes Wide Shut (als Assistenzregisseur und Casting Director)
- 2001: In the Bedroom (als Berater des Regisseurs)
- 2006: Little Children (als Mitproduzent)